# Broderipia
Genre
Broderipia est un genre de mollusques gastéropodes marins de la famille des Trochidae.

## Systématique
Le genre Broderipia a été créé en 1847 par le zoologiste britannique John Edward Gray (1800-1875) avec pour espèce type Scutella rosea Broderip, 1834, renommée en Broderipia rosea,.

## Description
Les espèces de ce genre ressemblent un peu à des patelles ou à des crépidules. Leur coquille sans spirale est oblongue-ovale et aplatie. Elle est symétrique à l'âge adulte. Son apex est soit sous-central, soit postérieur, et ne forme qu'une minuscule spirale couchée ou perdue dans la coquille adulte. Son ouverture est ovale et très grande, avec l'intérieur brillamment irisé ou presque dépourvu de nacre,.

## Distribution
Les espèces de ce genre sont présentes en mer Rouge, dans le golfe d'Oman, à  Maurice, en Nouvelle-Calédonie, en Polynésie française et dans l'océan Pacifique.

## Liste d'espèces
Selon World Register of Marine Species (5 juin 2022) :
- Broderipia cumingii A. Adams, 1851
- Broderipia eximia G. et H. Nevill, 1869
- Broderipia iridescens (Broderip, 1834)
- Broderipia nitidissima Deshayes, 1863
- Broderipia rosea (Broderip, 1834)
- Broderipia subiridescens (Pilsbry, 1890)

## Publication originale
- (en) J. E. Gray, « A list of the genera of recent Mollusca, their synonyma and types », Proceedings of the Zoological Society of London, Londres, ZSL, vol. 15,‎ 1847, p. 129-219 (ISSN 0370-2774, OCLC 1779524, BNF 32843178, lire en ligne).